# 齊格勒島
齊格勒島（俄语：Остров Циглера）是俄羅斯的島嶼，屬於法蘭士約瑟夫地群島的一部分，由阿爾漢格爾斯克州負責管轄，該島長45公里，面積448平方公里，最高點海拔高度554米。